# Давидов Володимир Іванович
Давидов Володимир Іванович (1930—1982) — радянський і український кінооператор. Був членом Спілки кінематографістів України.

## Життєпис
Народився 30 жовтня 1930 (за іншими даними — 1924) р. в Чернігові в родині службовця.
Закінчив Київський інститут кіноінженерів (1954) та Всесоюзний державний інститут кінематографії (1966).
Працював на заводі «Кінап» (1954—1958), був начальником операторського цеху кіностудії ім. О. П. Довженка (1958—1963).
Емігрував 1977 р. до США, де і помер.
Син: Давидов Кирило Володимирович — американський режисер, оператор, продюсер.

## Фільмографія
Фільми знімав з 1968 р. Був другим оператором у стрічках:
- «Тіні забутих предків» (1964)
- «Хочу вірити» (1965)

Оператор-постановник:
- «Криниця для спраглих» (1965)
- «Зайвий хліб» (1967)
- «Дума про Британку» (1969)
- «Мир хатам, війна палацам» (1970)
- «Віра, Надія, Любов» (1972)
- «Втеча з палацу» (1975)
- «Талант» (1977) та ін.